# Сідори (гміна Рачкі)
Сідори (пол. Sidory) — село в Польщі, у гміні Рачки Сувальського повіту Підляського воєводства.
Населення — 117 осіб (2011).
У 1975-1998 роках село належало до Сувальського воєводства.

## Демографія
Демографічна структура станом на 31 березня 2011 року:
|          | Загалом | Допрацездатний вік | Працездатний вік | Постпрацездатний вік |
| -------- | ------- | ------------------ | ---------------- | -------------------- |
| Чоловіки | 64      | 14                 | 41               | 9                    |
| Жінки    | 53      | 14                 | 26               | 13                   |
| Разом    | 117     | 28                 | 67               | 22                   |